# Anason stelat

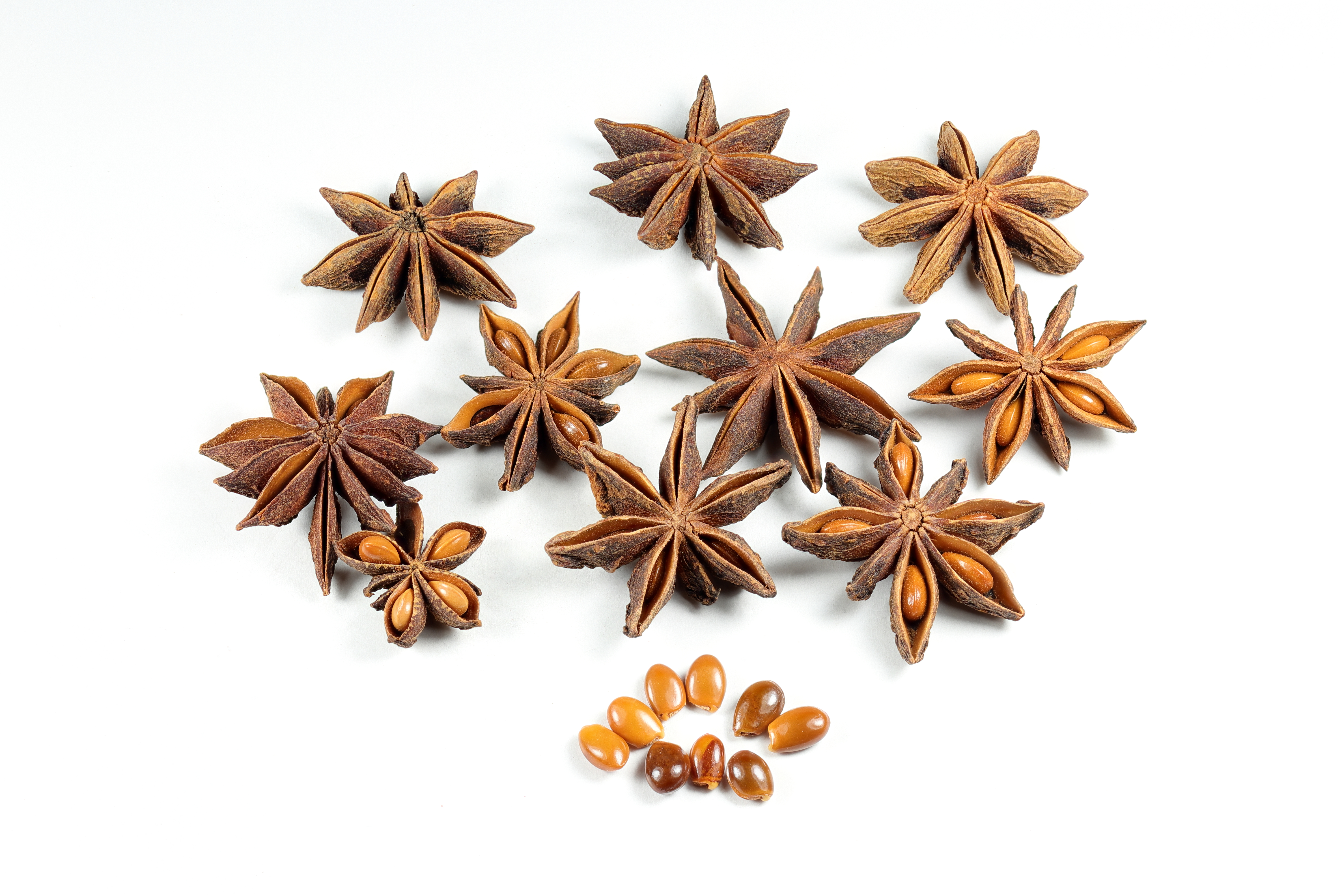
Anason stelat (fructe și semințe)

Anasonul stelat (Illicium verum) este un copac sempervirescent de mărime medie, originar din nord-estul Vietnamului și sud-vestul Chinei, numit și anason stelat chinezesc. Condimentul anason stelat, care este similar ca aromă anasonului, este obținut din pericarpii în formă de stea ai fructelor de I. verum care sunt recoltate chiar înainte de coacere. Uleiul de anason stelat este un ulei foarte parfumat folosit în gătit, parfumerie, săpunuri, paste de dinți, apă de gură și creme pentru piele. Până în 2012, când a trecut la utilizarea unei surse bacteriene, compania farmaceutică Roche Pharmaceuticals a folosit până la 90% din recolta anuală de anason stelat din lume pentru a produce acid shikimic, un intermediar chimic folosit în sinteza medicamentului oseltamivir (Tamiflu). 

## Etimologie și nomenclatură
Illicium provine din latinescul illicio care înseamnă „a ademeni” sau „a seduce”.
Verum înseamnă „adevărat” sau „autentic”.

## Descriere
Frunzele sunt aromate, simple și lanceolate, ovale sau eliptice, cu dimensiunea de 5-15 cm × 2–5 cm, coriacee până la dens coriacee. Frunzele sunt de 5-15 cm × 1,5–5 cm, cu un apex acut și partea inferioară pubescentă. Florile sunt solitare, bisexuale, de la roz până la roșu închis, axilare sau subterminale. Periantul are lobi 7–12, dispuși spiralat; staminele sunt în număr de 11–20, dispuse spiralat, cu filamente scurte, groase; carpele sunt de obicei 8, libere, dispuse tot spiralat. Dimensiunea pedunculului florii este de 1,5–4 cm, iar numărul tepalelor (petale și sepale) variază de la 7 la 12 și sunt în general eliptice, ovoide; dimensiunea anterelor este de 1–1,5 mm, iar boabele de polen sunt trisincolpate.
Fructul este format din 6 până la 8 foliculi dispuși într-o spirală în formă de capsulă stelară, de culoare brun-roșcat. Fiecare folicul este în formă de barcă, de 1–2 cm lungime, aspru și rigid, de culoare brun-roșcat, cu o singură sămânță, deschizându-se de-a lungul marginii ventrale la maturitate. Carpele sunt tari, tot în formă de barcă, cu o dimensiunea 10 mm lungime. Semințele sunt maro, ovoide comprimate, netede, strălucitoare și fragile, cu dimensiunea aproximativă de 8-9 mm × 6 mm.
Diferențe comparativ cu taxoni similari: Illicium anisatum (numit si anison stelat japonez) are fructe mai mici care nu formează o stea obișnuită din cauza eliminării unor carpele. De asemenea, foliculii de fructe, de obicei în număr de 8, nu sunt umflați la mijloc și au un apex mai ascuțit. Fructul are un miros mai slab. Semințele din Illicium anisatum sunt plate sau aproape sferice.

## Cultivare
Anasonul stelat se poate propaga atât prin semințe, cât și prin vlăstari. Crește cel mai bine în regiunile tropicale, dar poate fi crescut cu succes și în sere în climatele mai reci, atîta vreme cât sera are o umiditate ridicată. Are o înalțime maximă de 4.5-6 m, deci semințele se pot planta direct și într-un ghiveci de dimensiune mare. 

## Utilizare

### Uz culinar

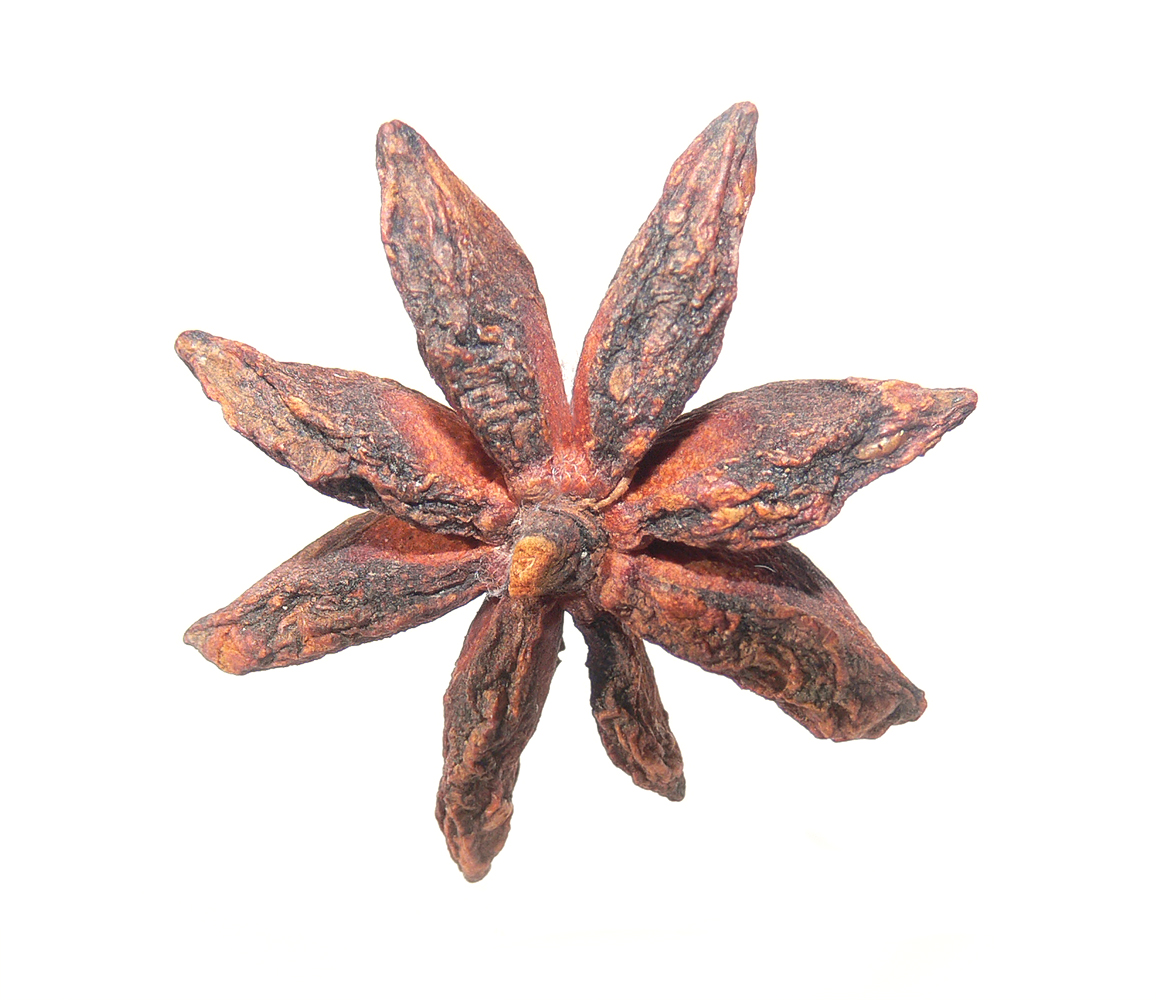
Partea dorsală a fructelor

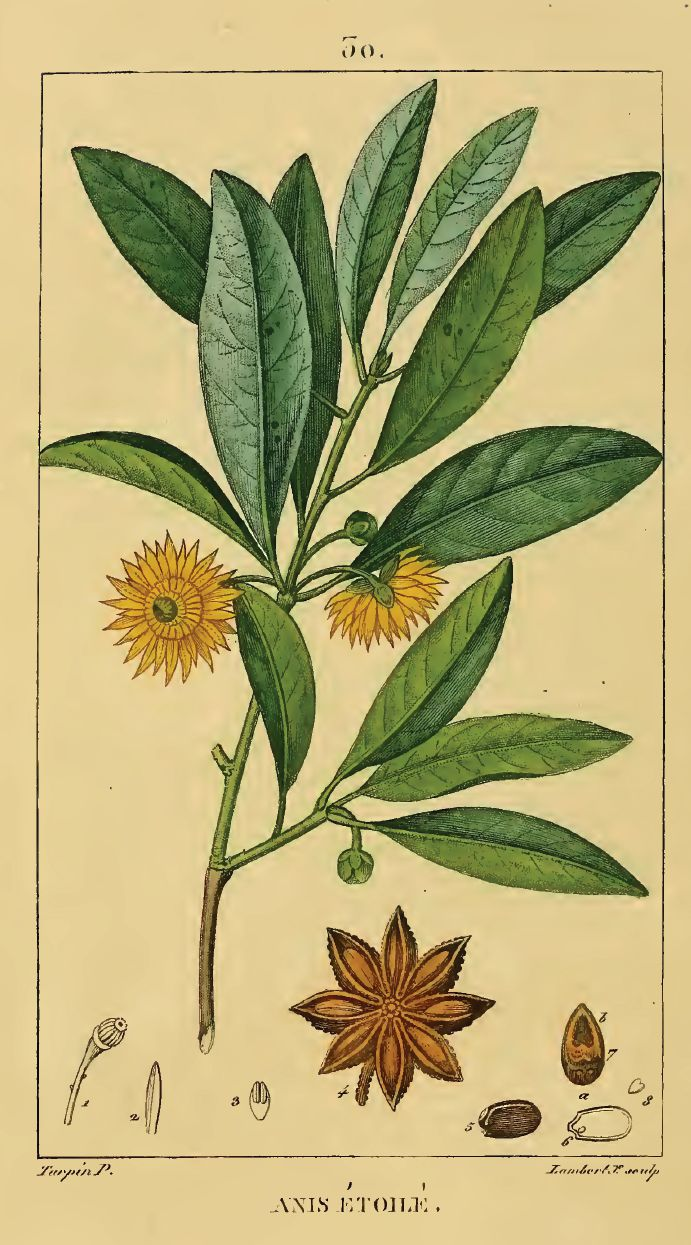
Placă din Flore Medicale din 1833 a lui François-Pierre Chaumeton

Anasonul stelat conține anetol, același compus care îi dă anasonului aroma sa. Recent, anasonul stelat a intrat în uz în Occident ca un înlocuitor mai puțin costisitor al anasonului în copt, precum și în producția de lichior, mai ales în producția de lichior Galliano.
Anasonul stelat este un condiment comun pe tot subcontinentul indian, fiind folosit în prepararea mâncărurilor biryani și masala chai. Este utilizat pe scară largă în bucătăria chineză, precum și în bucătăria malaeză și indoneziană. Este cultivat pe scară largă pentru uz comercial în majoritatea țărilor din Asia, în special China și India. Este, de asemenea, un ingredient major în prepararea celebrei supe vietnameze cu tăiței, numită phở.
Este folosit și în rețeta franceză de vin fiert, numit vin chaud (vin fierbinte). Dacă se lasă să se înmoaie în cafea, îi adâncește și îi îmbogățește aroma. 

### Uz în industria farmaceutică
Anasonul stelat este sursa principală a compusului chimic acid shikimic, un precursor primar în sinteza farmaceutică a medicamentului antigripal oseltamivir (Tamiflu). O metodă industrială de producere a acidului shikimic folosind fermentarea bacteriilor E. coli a fost descoperită în 2005,   și aplicată în pandemia de gripă porcină din 2009 pentru a rezolva penuria de Tamiflu, provocând, de asemenea, creșteri ale prețurilor pentru anasonul stelat. Începând cu 2018, s-a trecut la fermentarea E. coli pentru a produce acid shikimic pentru sinteza Tamiflu. Un alt studiu arată că anasonul stelat poate fi folosit și ca agent anti-cvorum și anti-biofilm în matricea alimentară. 

## Toxicitatea speciilor înrudite
Illicium verum nu este toxic. Cu toate acestea, alte specii înrudite sunt toxice.
Anasonul stelat japonez (Illicium anisatum), un arbore similar, este foarte toxic și necomestibil; în Japonia, a fost ars ca tămâie pentru aroma sa. Cazurile de boală, inclusiv „efectele neurologice grave, cum ar fi convulsii”, raportate după utilizarea ceaiului de anason stelat pot fi rezultatul faptului că amnumite companii au pus în mod deliberat anason stelat japonex în preparatele cu anason stelat pentru că este mai ieftin. Anasonul stelat japonez conține neurotoxina anisatin, care provoacă, pe lângă efecte neurlogice, și inflamația severă a rinichilor (nefrită), a tractului urinar și a organelor digestive atunci când este acestă toxină este ingerată. 
Anasonul stelat de mlaștină (Illicium parviflorum) este un arbore asemănător care se găsește în sudul Statelor Unite și, datorită toxicității sale, nu trebuie folosit pentru remedii populare sau ca ingredient de gătit. 
Detalii:
- ISO 676:1995 – conține informații despre nomenclatura soiului și soiurilor[15]
- ISO 11178:1995 - o specificație pentru fructele sale uscate[16]

### Diferențierea față de alte specii
Joshi și colab. au folosit microscopia fluorescentă și cromatografia în gaz pentru a distinge speciile, în timp ce Lederer și colab. s-a folosit cromatografia în strat subțire cu HPLC - MS/MS.